# Zach Whyte
Zack Whyte oder Zach Whyte  (* 1898 in Richmond, Kentucky; † 10. März 1967 in Kentucky) war ein US-amerikanischer
Jazz-Bandleader und Banjospieler. Er wurde bekannt als Leiter der Territory Band Chocolate Beau Brummels.

## Leben
Zack Whyte studierte an der Wilberforce University, wo als Banjospieler in der Band von Horace Henderson arbeitete und Stücke für ihn arrangierte. In den frühen 1920er Jahren begann er von Cincinnati aus mit eigenen Bands zu arbeiten und formierte dann seine Chocolate Beau Brummels am Ende der Dekade. Mit dieser Band nahm er Schallplatten für Gennett Records, Supertone Records und Champion Records auf. Einige dieser Aufnahmen erschienen unter Pseudonymen wie „Eddie Walker & His Band“ und „Smoke Jackson & His Red Onions“.
In Zack Whytes Bands spielten viele bekannte Jazzmusiker wie Quentin Jackson, Herman Chittison, Jerry Blake, Truck Parham, George Hudson, Sy Oliver, Roy Eldridge, Vic Dickenson und Al Sears.

## Diskographische Hinweise
- Richmond Rarities 1927–31 (Jazz Oracle)